# Розовая пирамида
«Розовая», или Северная пирамида — самая крупная из трёх больших пирамид, расположенных на территории Дахшурского некрополя. Является третьей по высоте пирамидой в Египте, после Хуфу и Хафра в Гизе. Название связано с цветом каменных блоков, приобретающих в лучах заходящего солнца розовый цвет. «Розовая» пирамида не всегда имела свой нынешний цвет — раньше её стены были покрыты белым известняком. В настоящее время белый известняк почти полностью отсутствует, так как ещё в Средние века значительная его часть была снята для строительства домов в Каире, в результате чего обнажился розоватый известняк. Эта пирамида приписывается Снофру, так как было обнаружено его имя, начертанное красной краской на нескольких блоках облицовки.
Северная пирамида фараона Снофру в Дахшуре, на момент своего строительства в XXVI веке до н. э. являлась самым высоким сооружением на Земле. Также она считается первой в мире успешной попыткой строительства «настоящей» равнобедренной пирамиды (имеет правильную стереометрическую пирамидальную форму), хотя угол её сторон имеет погрешность — только 43° 22' по сравнению с поздней нормой в 51° 52'. Ей, кроме того, присущ чрезвычайно низкий наклон стен, дающий необычное соотношение фундамента и высоты: основание 218,5 × 221,5 м при высоте 104,4 м. Объём пирамиды составляет 1 694 000 м³.
Вход через наклонный проход на северной стороне ведёт вниз в три смежные камеры, высотой около 17 метров, которые доступны для посещения.
В 1837 году в пирамиду спустился Джон Перринг, обнаруживший там три внутренних помещения. На стенах пирамиды он оставил несколько надписей, сохранишихся до сих пор. В 1751 году (самое позднее — в 1756-м) внутри пирамиды побывал францисканский миссионер Вацлав Ремедий Прутки, оставивший следующее её описание:
«У входа на северной стороне мы обнаружили коридор, ведущий к югу… он идет под уклон и имеет 180 футов в длину, как в Великой пирамиде, но спуск здесь значительно круче и опасней. Когда доходишь до конца этого коридора, возникает другой, горизонтальный, 19 футов длиной и такой же шириной, как предыдущий; он ведет к помещению длиной 25 футов, шириной 13 футов и высотой 42 фута. Отсюда коридор той же высоты и ширины, что и предыдущие, приводит нас во второе помещение, которое сходно с первым высотой и длиной. Во втором помещении есть отверстие шириной в три фута и два дюйма, выходящее на юг; от него начинается следующий коридор таких же размеров, что и предыдущие, но длиной 24 фута, который ведет горизонтально на юг. По нему я дошел до третьего помещения, направление которого не на юг, как у обоих предшествующих, а на восток; высота его 54 фута, причем свод уходит вверх, сужаясь наподобие пирамиды».

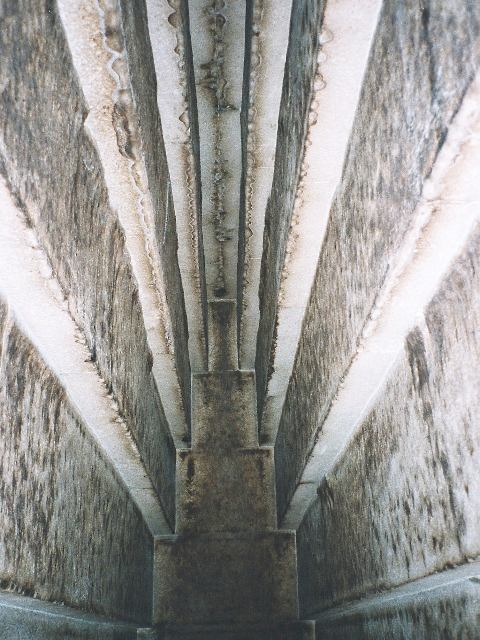
Часть выступающих стен, образующих свод в главной погребальной камере
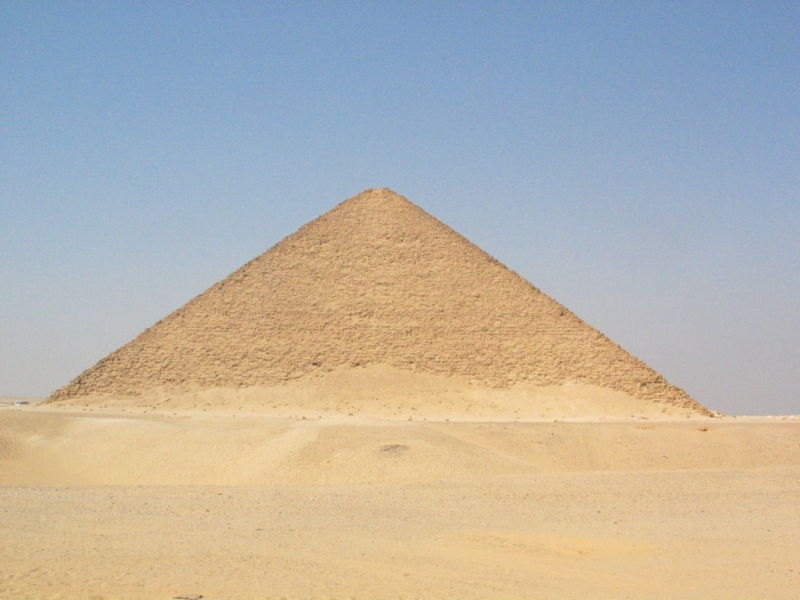
Южная сторона «розовой» пирамиды
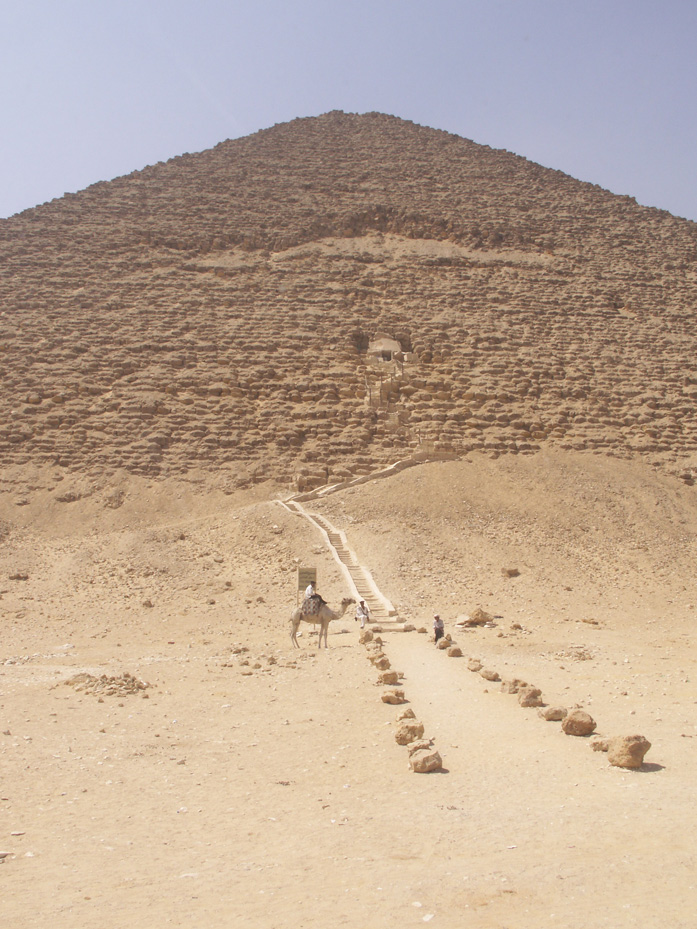
Вход в «розовую» пирамиду
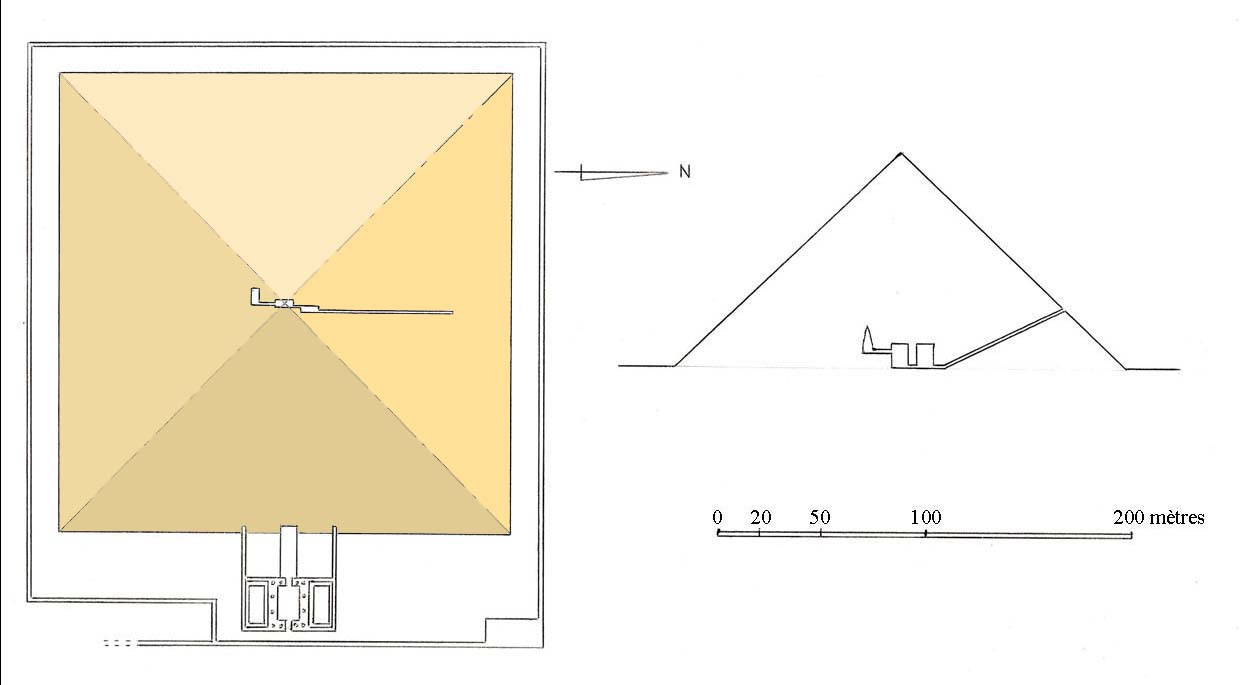
Схема «розовой» пирамиды в Дахшуре
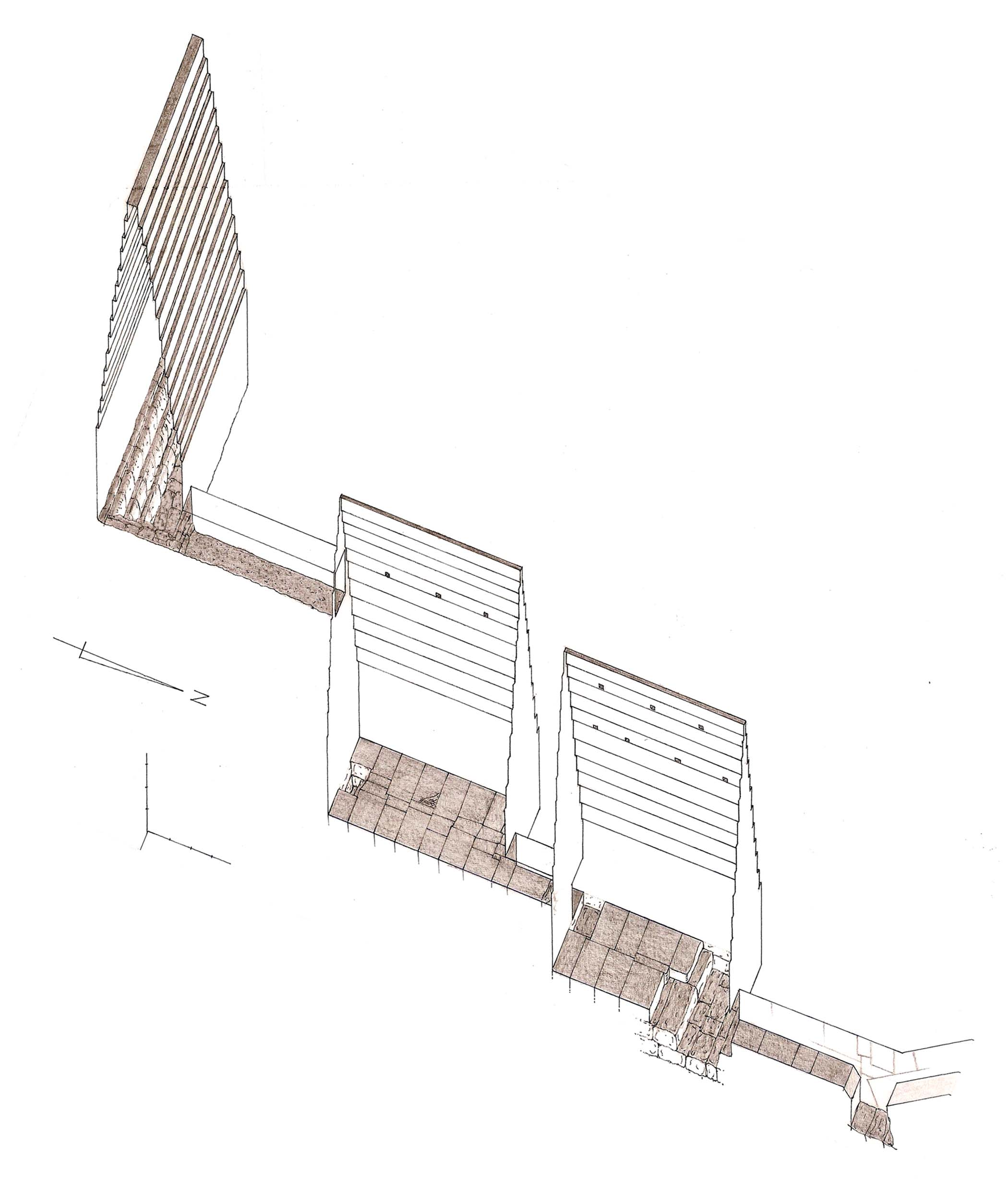
Схема внутренних помещений пирамиды
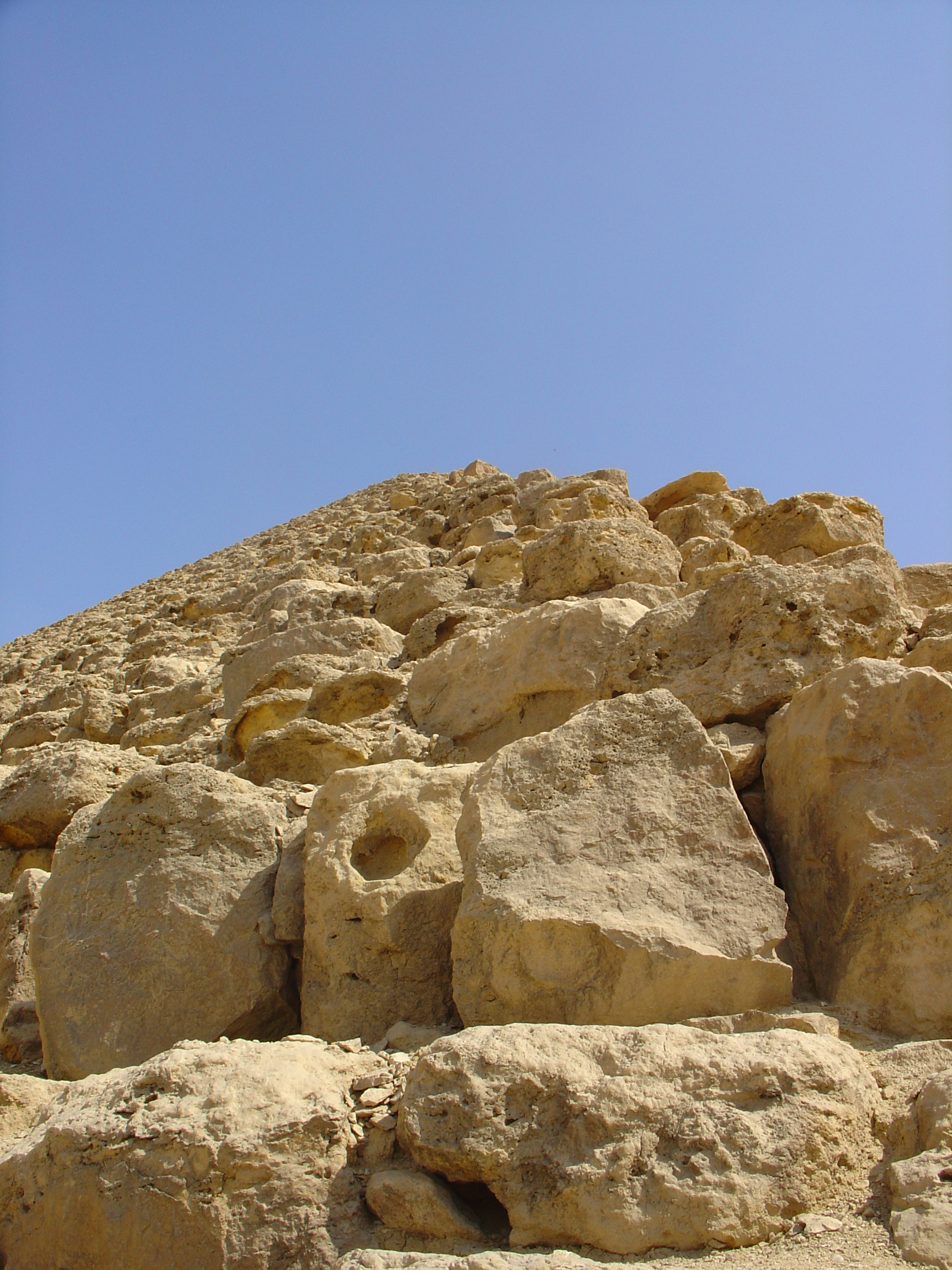
Каменные блоки «розовой» пирамиды
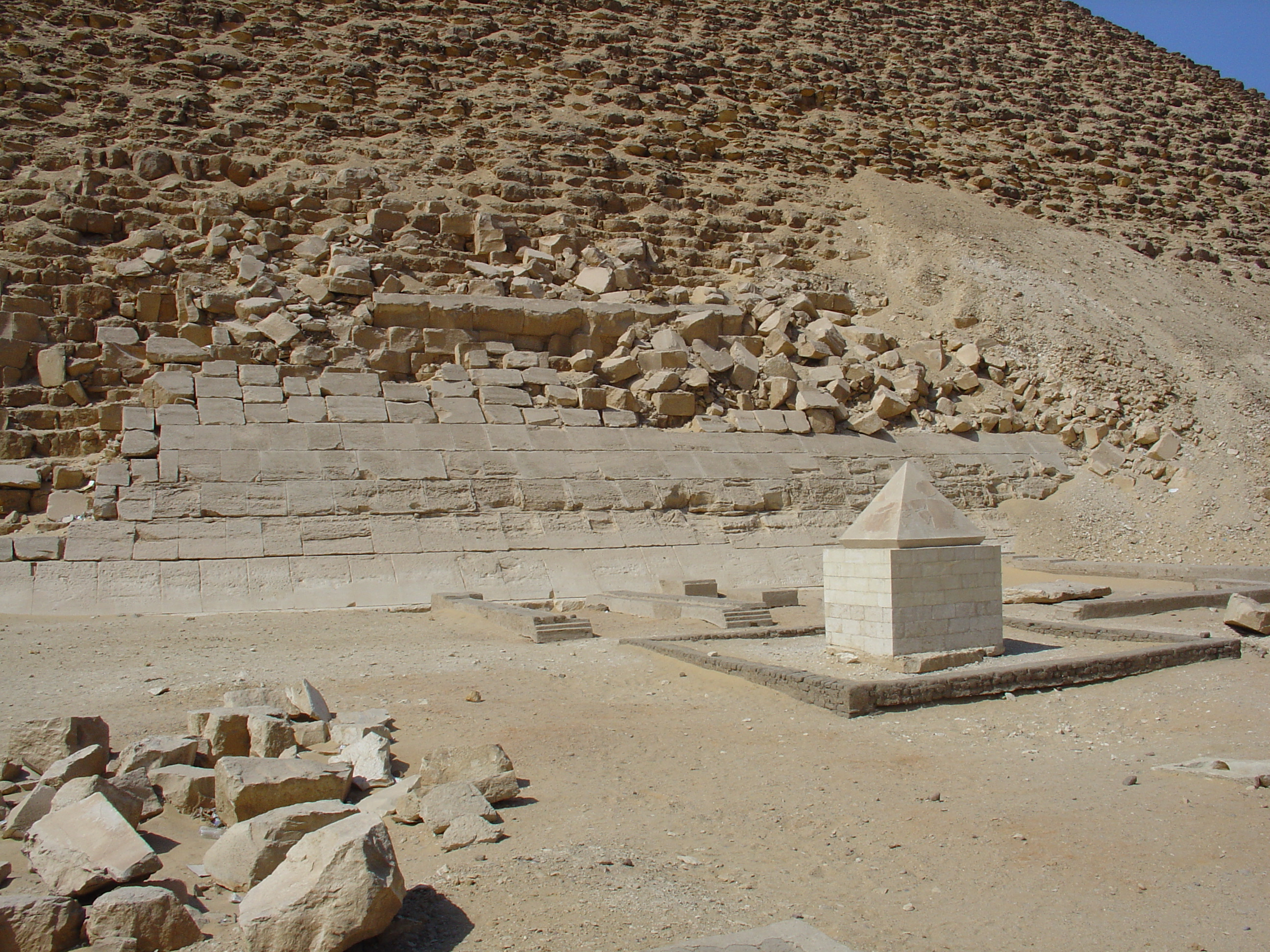
Начало реставрационных работ
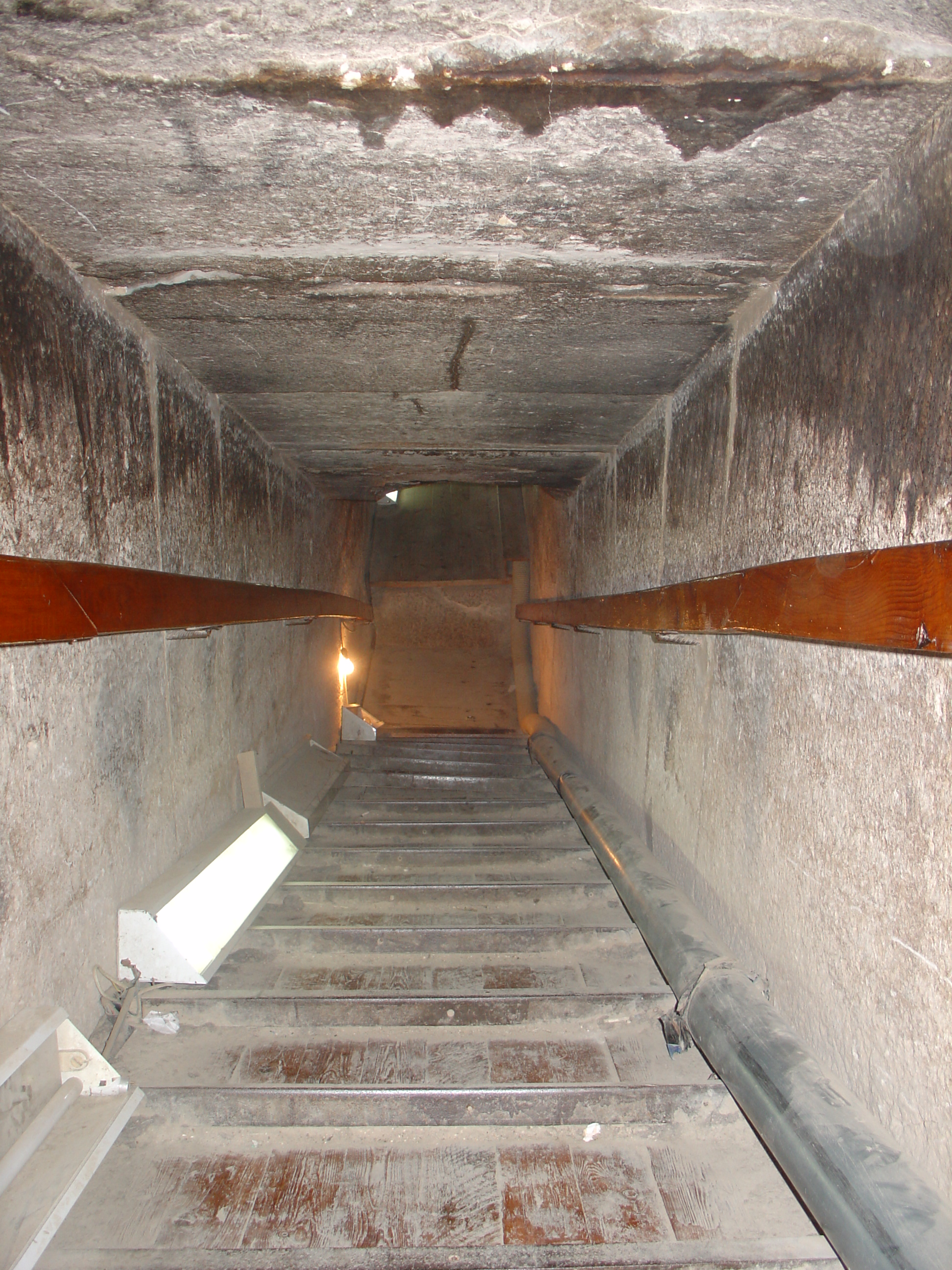
Спускающийся коридор
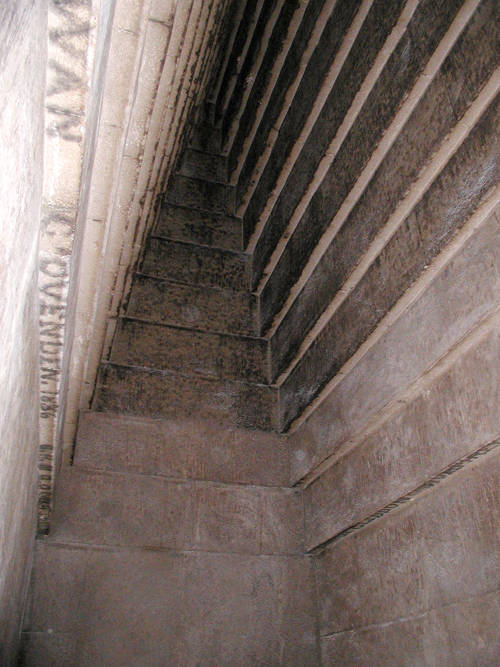
Вид потолка в камерах пирамиды
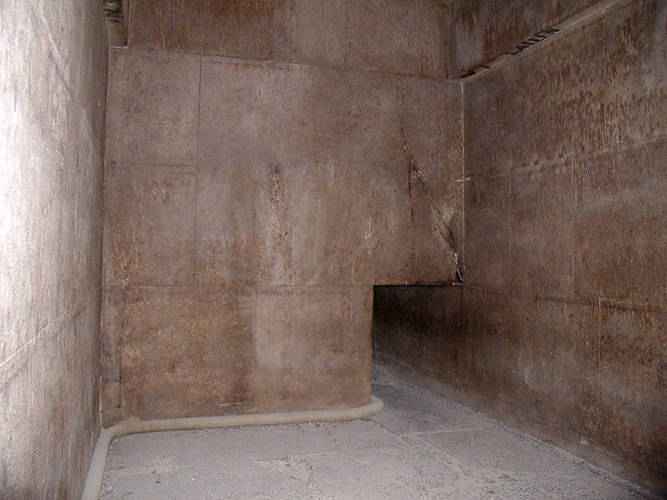
Скрытый проход от первой до второй погребальной камеры
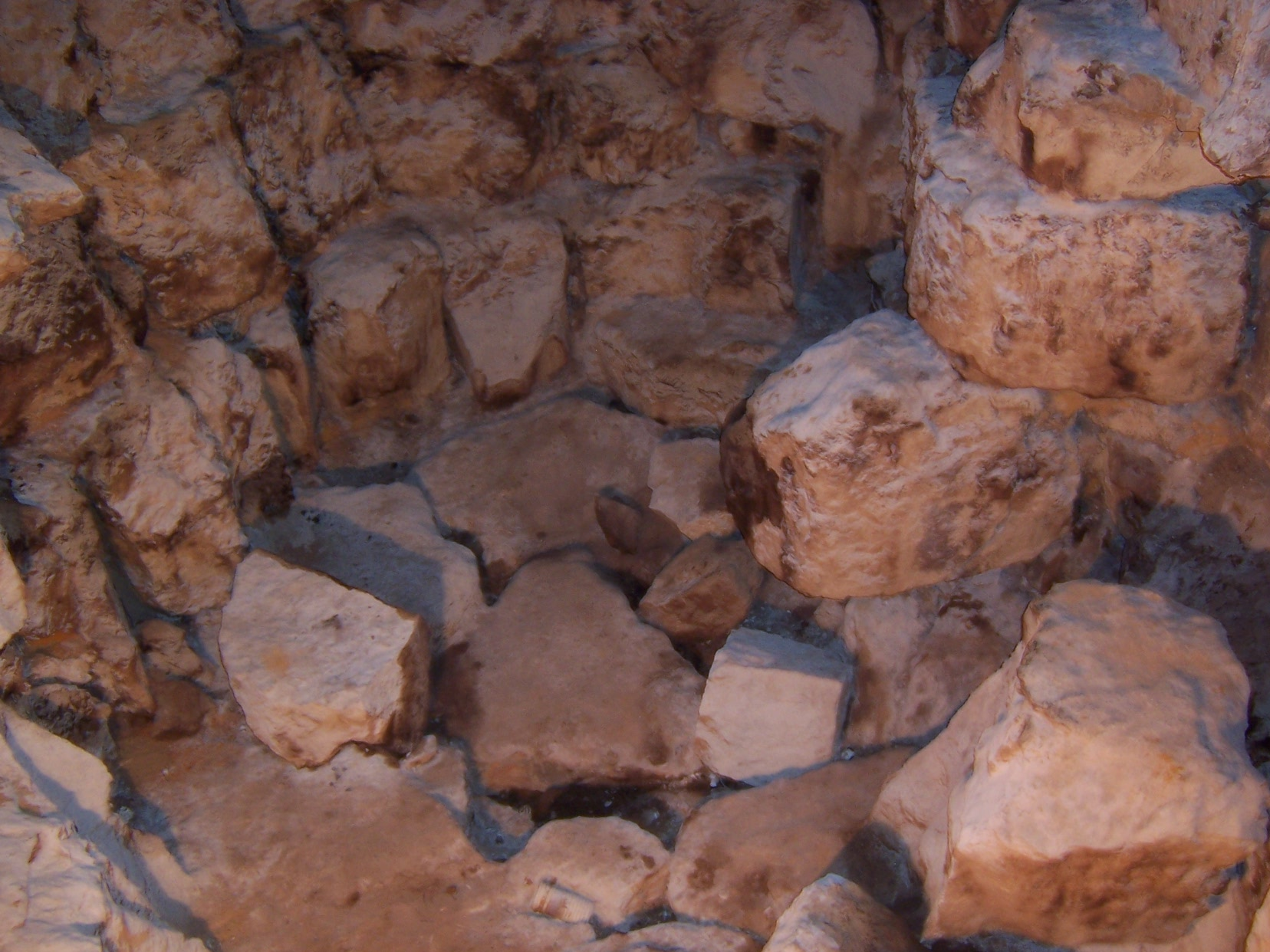
Сильное повреждение пола
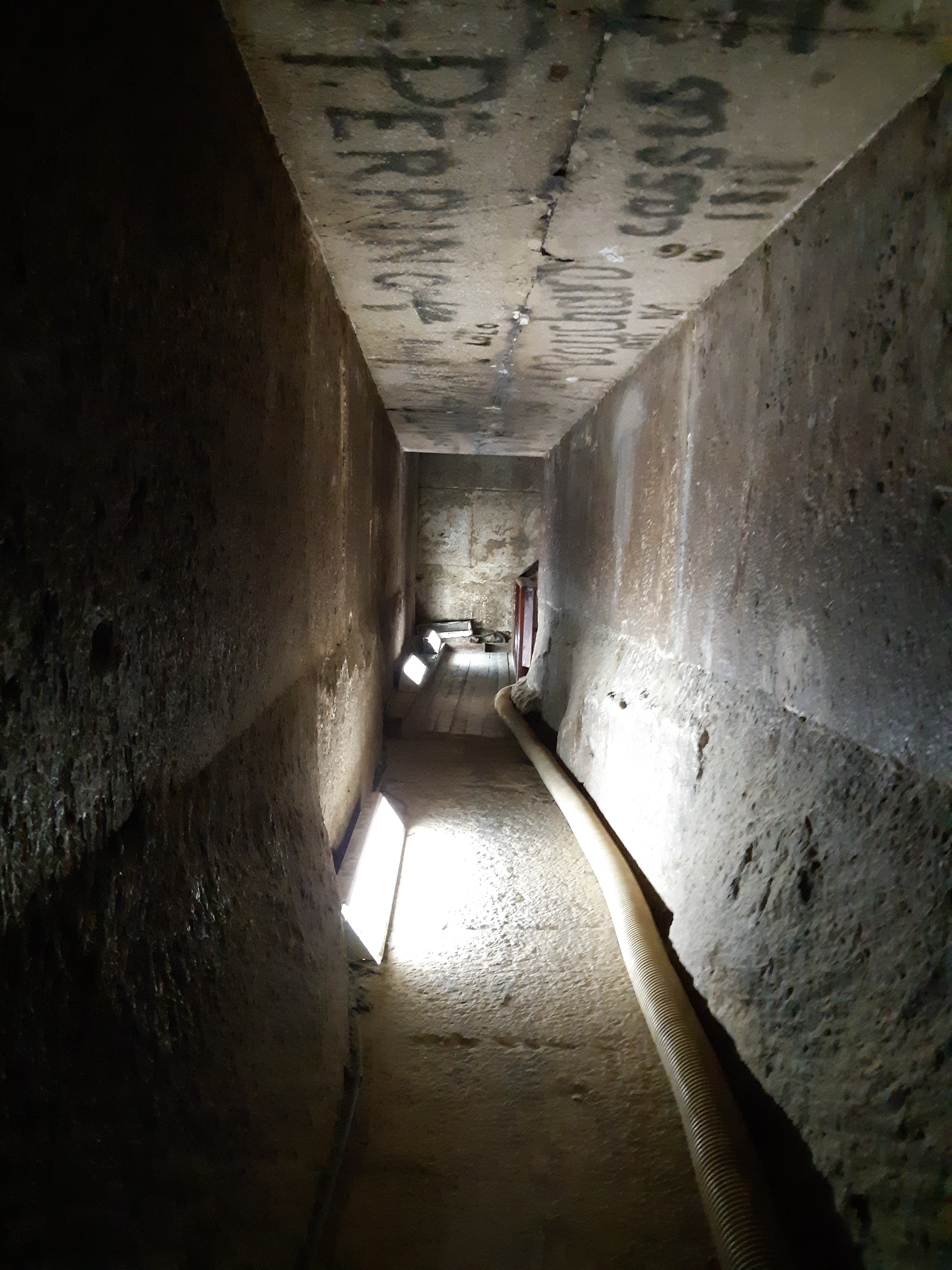
Проход между внутренними помещениями пирамиды